# Leptotes plinius
Espèce
Synonymes
- Hesperia plinius Fabricius, 1793
- Tarucus plinius (Fabricius, 1793)
- Syntarucus plinius (Fabricius, 1793)

Leptotes plinius est une espèce de lépidoptères (papillons) de la famille des Lycaenidae et de la sous-famille des Polyommatinae.

## Noms vernaculaires
Leptotes plinius se nomme en anglais Zebra Blue, et sa sous-espèce pseudocassius est aussi appelée Plumbago Blue.

## Description

### Papillon
L'imago de Leptotes plinius est un petit papillon d'une envergure d'environ 30 mm, possédant une petite queue aux ailes postérieures en n2.
Il présente un dimorphisme sexuel, le dessus du mâle étant bleu violet tandis que celui de la femelle est brun avec des taches blanchâtres et une suffusion basale bleue.
Chez les deux sexes, le revers des ailes a une ornementation classique du genre Leptotes, avec un fond marron et des bandes blanches, une série de points submarginaux marron et deux ocelles noirs cerclés de bleu et de orange à l'angle anal de l'aile postérieure.

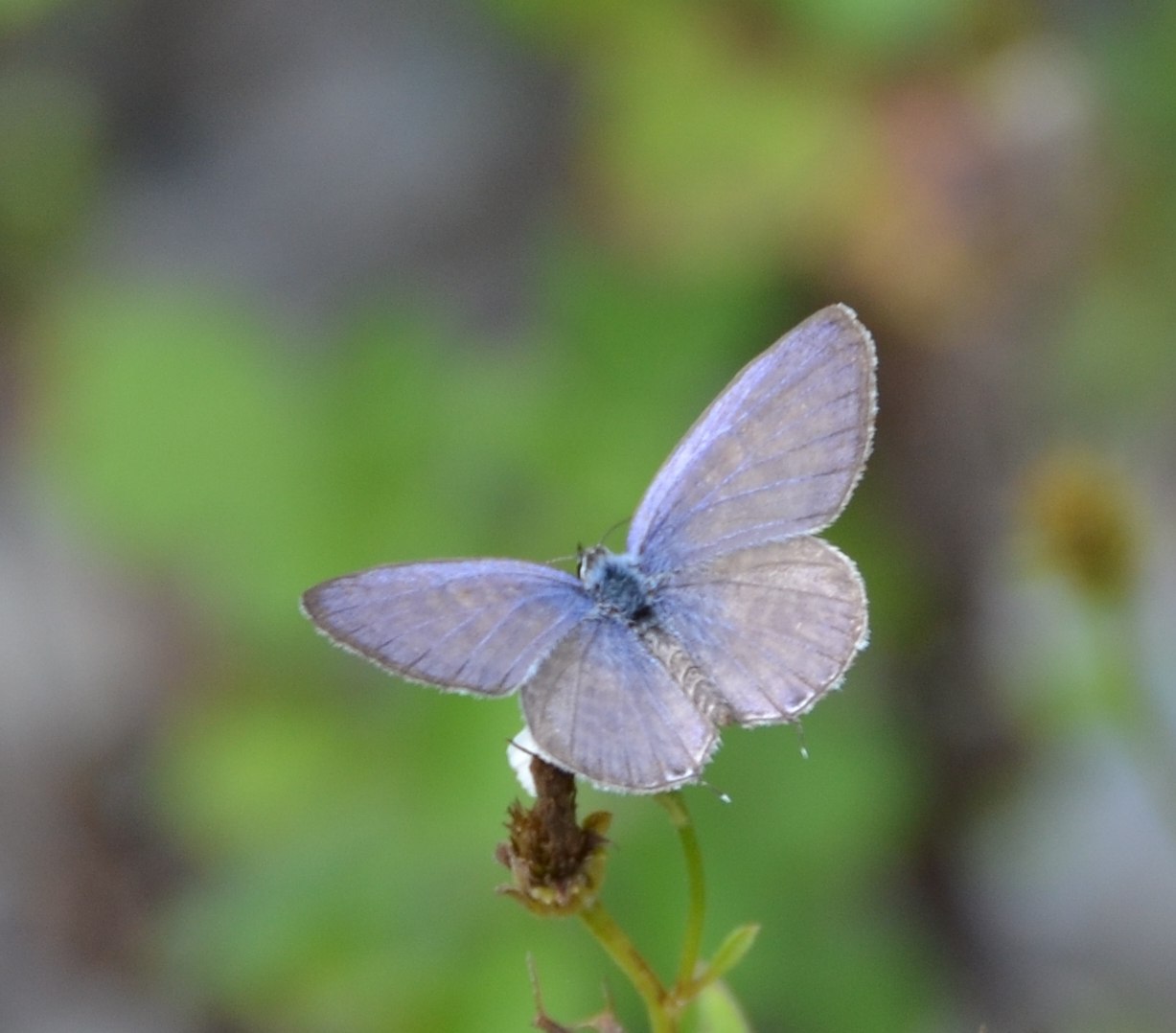
Dessus d'un mâle.
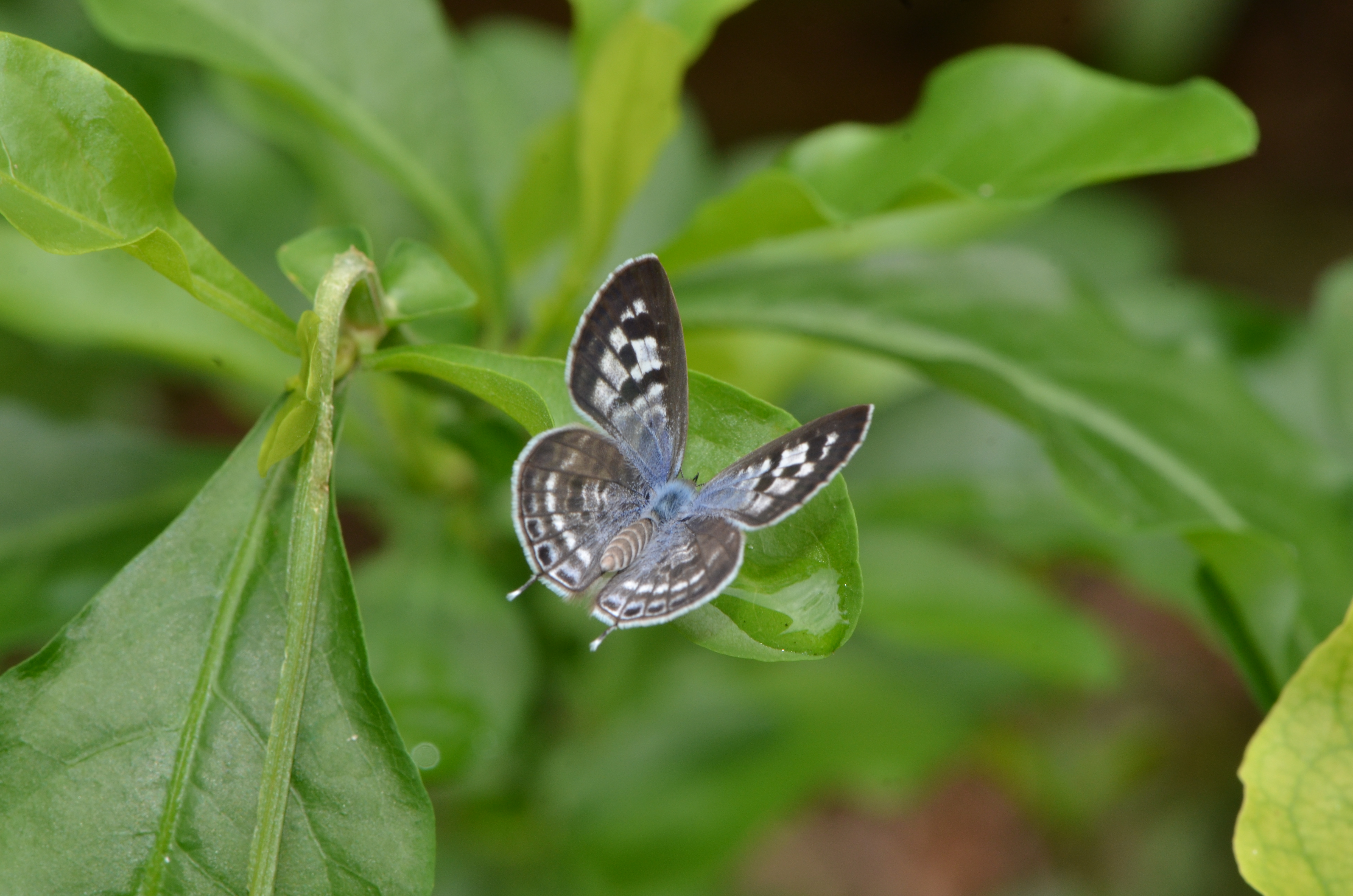
Dessus d'une femelle.
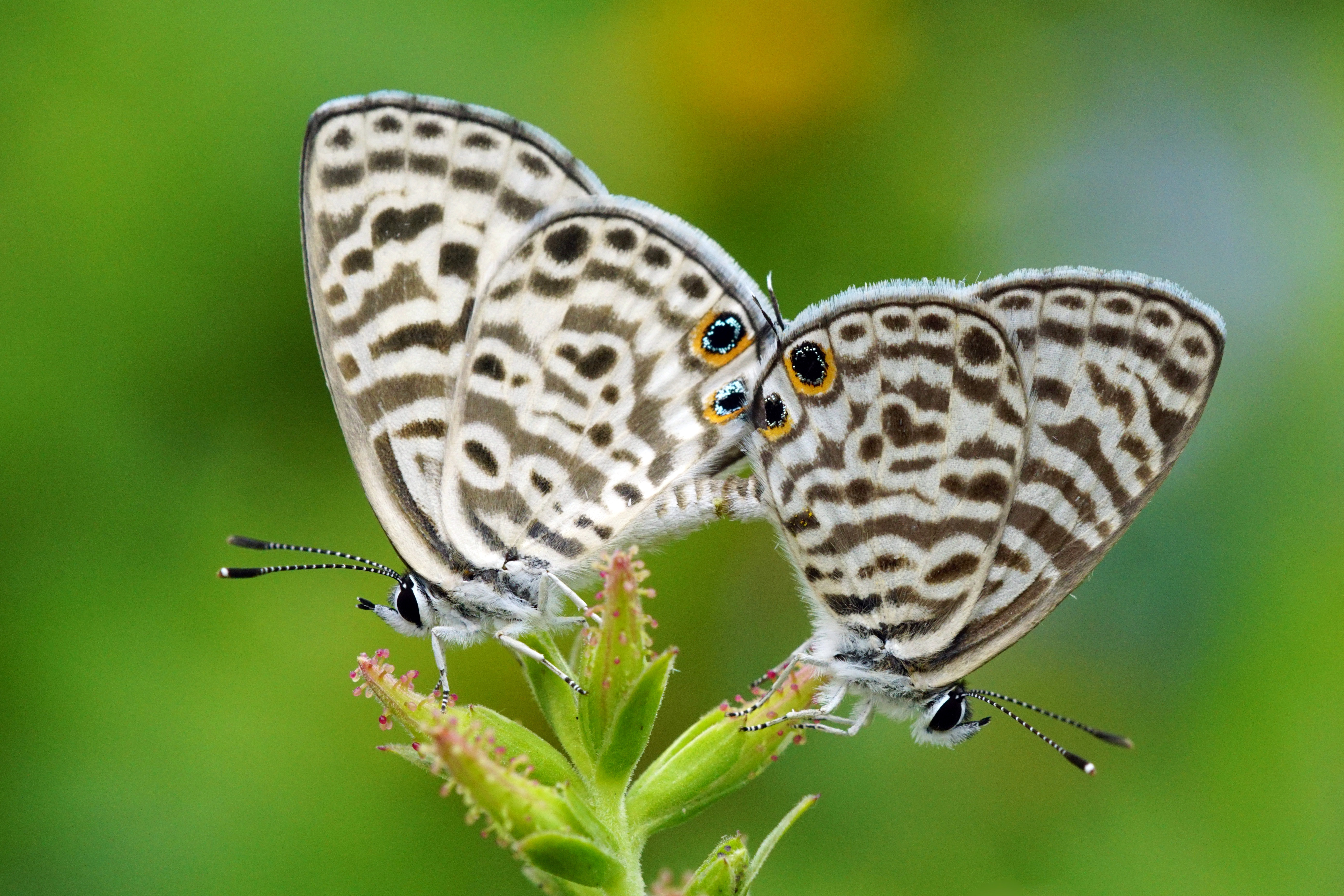
Accouplement.

### Chenille
La chenille est verte ou marron, unie ou tachetée.

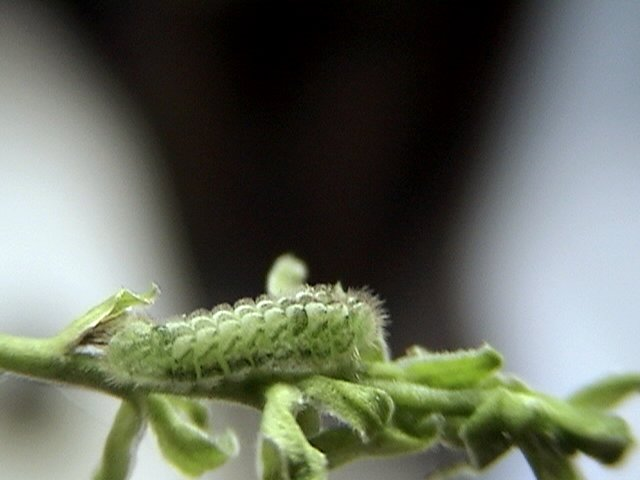
Chenille.
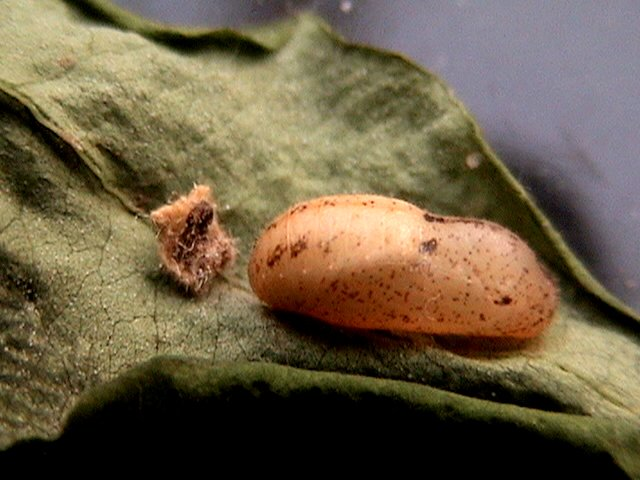
Chrysalide.

## Biologie
Les plantes hôtes de la chenille sont diverses, avec des Plumbaginaceae et des Fabaceae, notamment Plumbago auriculata, P. capensis, P. zeylanica,  Indigofera suffruticosa, Albizia lebbeck, Sesbania aculeata, Glycine tomentosa, Tephrosia obovata et Dolichos lablab.

## Distribution
Cette espèce est originaire des écozones australasienne et indomalaise : elle est répandue en Asie du Sud (Inde, Sri Lanka) et du Sud-Est (Birmanie, Philippines, Indonésie) et jusqu'en Océanie, notamment aux Nouvelles-Hébrides, aux îles Salomon, en Australie et en Nouvelle-Calédonie (à Grande Terre),.

## Systématique
L'espèce Leptotes plinius a été décrite par l'entomologiste danois Johan Christian Fabricius en 1793 sous le protonyme d'Hesperia plinius,.
L'espèce a aussi été citée sous les combinaisons Tarucus plinius (Fabricius, 1793) et Syntarucus plinius (Fabricius, 1793).
On recense plusieurs sous-espèces géographiques :
- Leptotes plinius plinius (Fabricius, 1793) — présente en Inde.
- Leptotes plinius lybas (Godart, [1824]) — présente à Timor.
- Leptotes plinius pseudocassius (Murray, 1873) — présente en Australie, dans l'archipel Bismarck, aux îles Salomon, aux Nouvelles-Hébrides et en Nouvelle-Calédonie.
- Leptotes plinius hyrcanus (Felder, 1860) — présente à Ambon.
- Leptotes plinius leopardus (Schultze, 1910) — présente aux Philippines.
- Leptotes plinius manusi (Rothschild, 1915) — présente à Célèbes et aux îles Talaud, Sangihe et Sula.
- Leptotes plinius plutarchus (Fruhstorfer, 1922) — présente à Célèbes.
- Leptotes plinius celis (Fruhstorfer, 1922) — présente à Célèbes.
- Leptotes plinius juvenal (Fruhstorfer, 1922) — présente aux Moluques.
- Leptotes plinius zingis (Fruhstorfer, 1922) — présente à Buton.

Cependant, une étude de phylogénétique moléculaire publiée en 2019 suggère que les populations de l'écozone australasienne doivent être attribuées à une espèce distincte, alors appelée Leptotes lybas (Godart, [1824]), tandis que Leptotes plinius  au sens strict ne peuplerait que l'écozone indomalaise.

## Protection
Pas de statut de protection particulier[réf. souhaitée].